# Vottignasco
Vottignasco (Votignasch in piemontese) è un comune italiano di 498 abitanti della provincia di Cuneo in Piemonte.

## Origini del nome
In base ad uno studio etimologico dei toponimi è possibile che il nome del luogo sia di origine celtica, a motivo del suffisso -asco.
Al nome Vottignasco si vuol attribuire una derivazione latina vitis o vitigenus che sta ad indicare un luogo adatto alla coltivazione della vite.

## Storia

### Simboli
Lo stemma e il gonfalone del Comune di Vottignasco sono stati concessi con decreto del presidente della Repubblica del 12 settembre 2003.
Il gonfalone è un drappo di bianco.

## Società

### Evoluzione demografica
Abitanti censiti

## Amministrazione
Di seguito è presentata una tabella relativa alle amministrazioni che si sono succedute in questo comune.
| Periodo        | Periodo        | Primo cittadino             | Partito                            | Carica  | Note  |
| -------------- | -------------- | --------------------------- | ---------------------------------- | ------- | ----- |
| 25 giugno 1985 | 2 giugno 1990  | Matteo Peirasso             | Democrazia Cristiana               | Sindaco | [ 7 ] |
| 2 giugno 1990  | 24 aprile 1995 | Mario Cismondi              | Democrazia Cristiana               | Sindaco | [ 7 ] |
| 24 aprile 1995 | 14 giugno 1999 | Mario Cismondi              | -                                  | Sindaco | [ 7 ] |
| 14 giugno 1999 | 14 giugno 2004 | Ezio Giovanni Mondino       | lista civica                       | Sindaco | [ 7 ] |
| 14 giugno 2004 | 7 giugno 2009  | Ezio Giovanni Mondino       | lista civica                       | Sindaco | [ 7 ] |
| 8 giugno 2009  | 26 maggio 2014 | Daniela Patrizia Costamagna | lista civica                       | Sindaco | [ 7 ] |
| 26 maggio 2014 | 27 maggio 2019 | Daniela Patrizia Costamagna | lista civica Uniti per Vottignasco | Sindaco | [ 7 ] |
| 27 maggio 2019 | in carica      | Daniela Patrizia Costamagna | lista civica Uniti per Vottignasco | Sindaco | [ 7 ] |

## Sport

### Calcio
La principale squadra di calcio della città è il Vottignasco, mai spintosi oltre le divisioni dilettantistiche del campionato italiano di calcio.